# Thomas S. Moorman

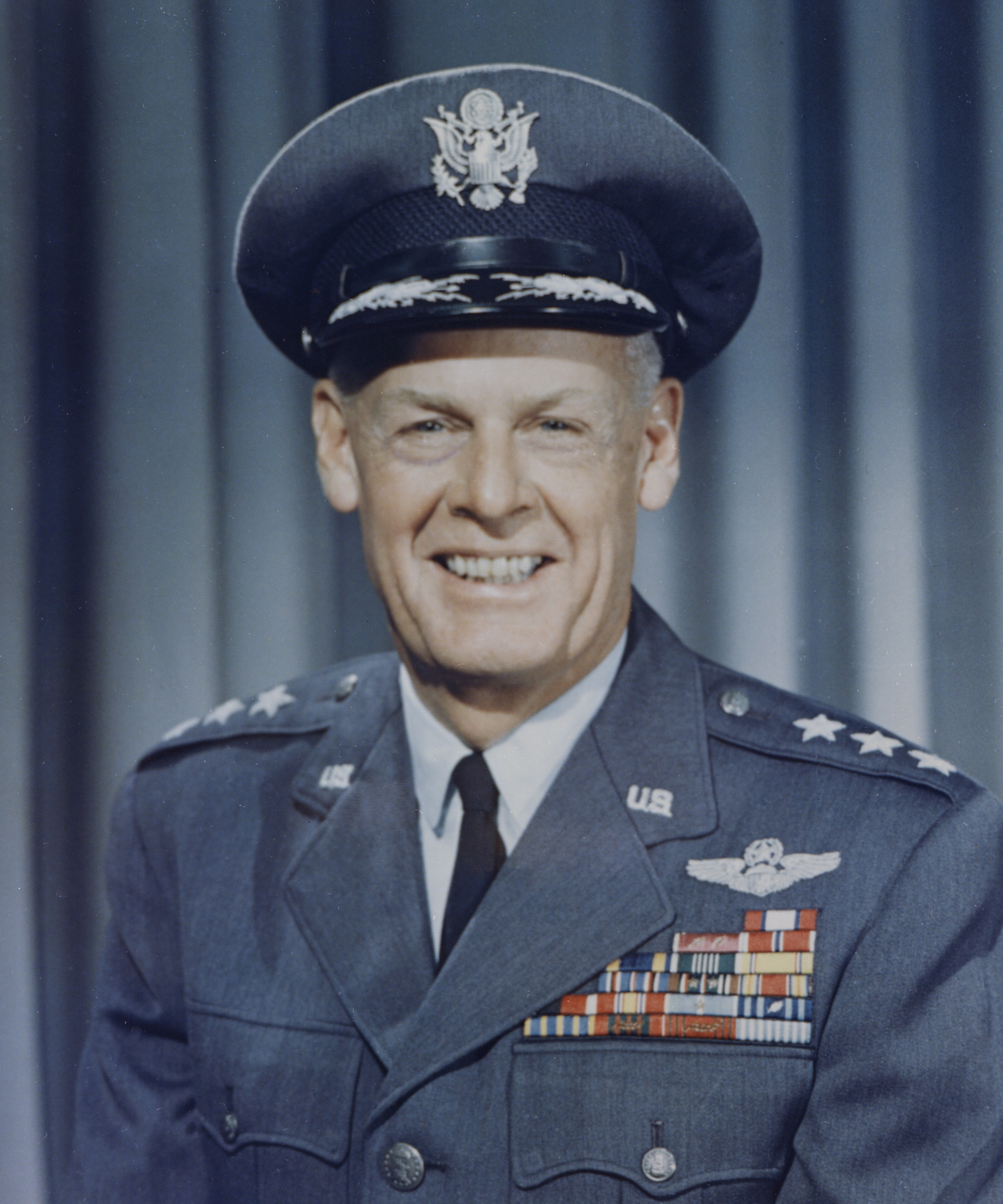
Thomas S. Moorman

Thomas Samuel Moorman (* 11. Juli 1910 in Monterey, Kalifornien; † 23. Dezember 1997 in Sterling, Virginia) war ein Generalleutnant der United States Air Force. Er war unter anderem Kommandeur der 13. Luftflotte und Leiter (Superintendent) der United States Air Force Academy.

## Leben
Thomas Moorman war ein Sohn des gleichnamigen Thomas Samuel Moorman (1875–1936) und dessen Frau Amanda Clawson (1879–1960). Der Vater war Oberst der Infanterie in der United States Army. Der jüngere Moorman besuchte die John J. Phillips High School in Birmingham, Alabama. In den Jahren 1929 bis 1933 absolvierte er die United States Military Academy in West Point. Nach seiner Graduation wurde er dem United States Army Air Corps zugeteilt. In der Armee bzw. ab 1947 in der United States Air Force durchlief er anschließend alle Offiziersränge vom Leutnant bis zum Drei-Sterne-General.
Im Lauf seiner militärischen Karriere absolvierte er verschiedene Kurse und Schulungen. Dazu gehörte unter anderem eine Ausbildung zum Kampfpiloten auf dem Randolph Air Field in Texas. Im Jahr 1937 studierte er am California Institute of Technology das Fach Meteorologie. Zwei Jahre später vervollständigte er seine Kenntnisse auf diesem Gebiet mit einem Studium am Massachusetts Institute of Technology (MIT). Im Jahr 1943 absolvierte er das Command and General Staff College der United States Army in Fort Leavenworth in Kansas. Später studierte er auf der Maxwell Air Force Base am Air War College.
In seinen frühen Jahren als Offizier der Luftwaffe war er auf verschiedenen Stützpunkten in den Vereinigten Staaten stationiert. Er war aufgrund seiner Ausbildung vorzugsweise bei Einheiten tätig, die sich mit Klima und Wetterbeobachtungen befassten. Während des Zweiten Weltkriegs kommandierte er zwischen Mai und Dezember 1943 die 21. Wetterschwadron (21st Weather Squadron), die von Connecticut nach England verlegt wurde. Danach wurde er zum Stab der 9. Luftflotte versetzt, wo er bis zum Juni 1945 als Wetteroffizier tätig war. Zwischen Januar und Juni 1945 kommandierte er gleichzeitig erneut die 21. Wetterschwadron.
Auch nach seiner Rückkehr in die Vereinigten Staaten im Sommer 1945 wurde Moorman als Offizier in der Wetterkunde eingesetzt. Er war zunächst in diesem Bereich Stabsoffizier beim militärischen Wetterdienst (Air Weather Service) und dann im Hauptquartier der United States Army Air Forces. Im Jahr 1947 wurde er in die als eigenständige Waffengattung neugegründete US Air Force übernommen. Nach seinem Studium am Air War College wurde er im Juli 1948 nach Tokio in Japan versetzt. Dort kommandierte er bis zum Juni 1951 das 2143. Wettergeschwader (2143d Air Weather Wing), das später in 1. Wettergeschwader (1st Weather Wing) umbenannt wurde.
Daran schloss sich eine Versetzung zur Andrews Air Force Base in Maryland an. Dort wurde er stellvertretender Kommandeur des Air Weather Service. Im Jahr 1954 übernahm er das Kommando über diese Dienststelle. Seine nächste Mission führte ihn auf die Clark Air Base auf den Philippinen. Am 14. April 1958 übernahm er dort als Generalmajor das Kommando über die 13. Luftflotte, das er bis zum 19. Juni 1961 innehatte, als er von Theodore R. Milton abgelöst wurde.
In der Folge wurde er zur Hickham Air Force Base in Hawaii versetzt. Dort war er bis Ende Juni 1965 stellvertretender Kommandeur der Pacific Air Forces. Sein letzter Auftrag führte ihn nach Colorado Springs in Colorado zur United States Air Force Academy. Am 1. Juli 1965 übernahm er dort als Nachfolger von Robert H. Warren als Superintendent die Leitung dieser Ausbildungsstätte. Dieses Amt bekleidete er bis zum 1. August 1970, als er von Albert P. Clark abgelöst wurde. Anschließend schied er aus dem aktiven Militärdienst aus.
Der seit 1936 mit Atha Grace Gullion (1914–1989) verheiratete Offizier starb am 23. Dezember 1997 und wurde auf dem Friedhof der Air Force Academy in Colorado Springs beigesetzt. Sein Sohn Thomas S. Moorman Jr. (1940–2020) brachte es in der Air Force bis zum Vier-Sterne-General und war zwischen 1994 und 1997 Vice Chief of Staff of the Air Force.

## Orden und Auszeichnungen
Thomas Moorman erhielt im Lauf seiner militärischen Laufbahn unter anderem folgende Auszeichnungen:
- Air Force Distinguished Service Medal
- Army Distinguished Service Medal
- Legion of Merit
- Bronze Star Medal
- Air Medal